# 롱아일랜드 아이스 티

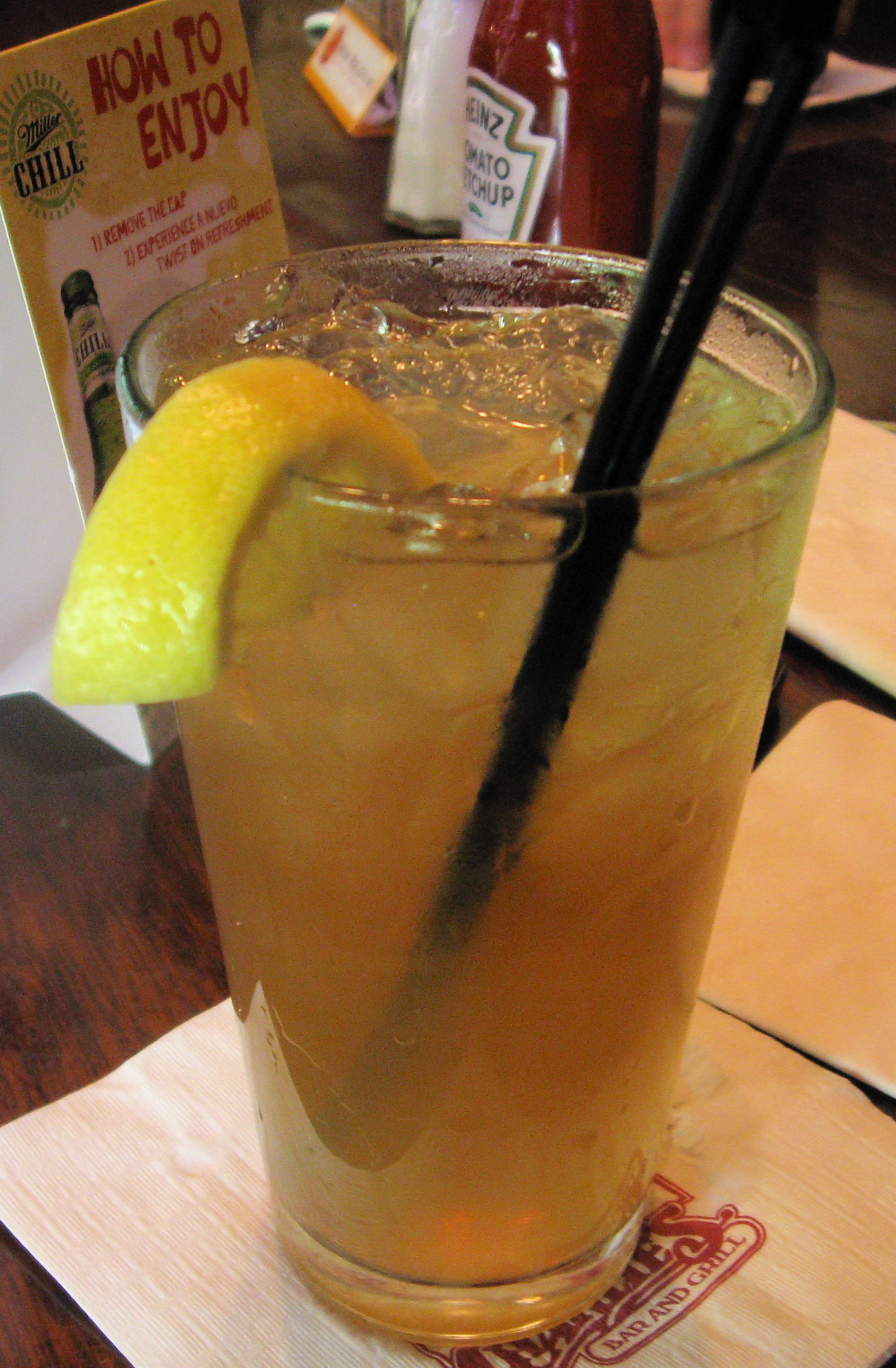
롱 아일랜드 아이스 티

롱아일랜드 아이스 티(Long Island Iced Tea)는 테킬라, 보드카, 진, 럼을 기반으로 한 칵테일이다.

## 재료
- 1/2 온스 보드카
- 1/2 온스 테킬라
- 1/2 온스 진
- 1/2 온스 럼
- 1/2 온스 트리플 섹(triple sec)
- 1 온스 레몬 주스
- 1/2 온스 설탕 시럽
- 콜라 적당량

## 제조법 및 특이사항
콜라를 제외한 모든 재료를 넣고 쉐이커에 섞은 후, 사각 얼음과 함께 하이볼 글라스(Highball glass)에 붓는다. 마지막으로 나머지 부피를 콜라로 채운 후 접대한다.
칵테일의 고전이자 매우 유명한 레시피다. 외양과 맛이 아이스 티와 비슷해서 이러한 이름이 붙었다. 시원한 맛이 일품이므로 더운 여름에 마시면 좋다.

## 변형
베이스가 되는 보드카, 테킬라, 진, 럼 중에서 하나 정도 빠진 레시피도 있다. 레몬 주스 대신 라임 주스를 써도 좋다.
콜라 대신 크랜베리 주스(cranberry juice)를 쓰는 롱 비치 아이스 티(Long Beach Iced Tea)와 같은 변형도 있다.

## 같이 보기
- 롱 비치 아이스 티(Long Beach Iced Tea)